# 今镜
《今镜》，又称《小镜》或《续世继》，是日本的一部歷史物語，仿照《大镜》撰写，为四镜之一。叙述从后一条天皇万寿2年（1025年）到高仓天皇嘉应2年（1170年）之间的事迹。作者不详，成书于12世纪末的平安时代末期。